# Voßwinkel (Overath)
Voßwinkel ist ein Ortsteil von Overath im Rheinisch-Bergischen Kreis in Nordrhein-Westfalen, Deutschland.

## Lage und Beschreibung
Das kleine Neubaugebiet Voßwinkel liegt oberhalb des Aggertals und der Bundesstraße 284, hier Siegburger Straße genannt. Ortschaften in der Nähe sind Spich, Eichen, Halfensbüchel und Cyriax.

## Geschichte
Voßwinkel (= Fuchswinkel) wurde im 13. Jahrhundert als Voswinkele urkundlich erwähnt, um 1470 als Voeßwinkele.
Die Topographia Ducatus Montani des Erich Philipp Ploennies, Blatt Amt Steinbach, belegt, dass der Wohnplatz bereits 1715 eine Hofstelle besaß, die als Freihof ausgezeichnet und als Voswinckel beschriftet ist. Der Ort war zu dieser Zeit Teil der Honschaft Heiliger im Kirchspiel Overath.
Der Ort ist auf der Topographischen Aufnahme der Rheinlande von 1817 als Voswinkel verzeichnet. Die Preußische Uraufnahme von 1845 zeigt den Wohnplatz ebenso unter dem Namen Voswinkel. Ab der Preußischen Neuaufnahme von 1892 ist der Ort auf Messtischblättern regelmäßig als Vosswinkel oder Voßwinkel verzeichnet.
1822 lebten 16 Menschen im als Hof kategorisierten und als Vosswinkel bezeichneten Ort, der nach dem Zusammenbruch der napoleonischen Administration und deren Ablösung zur Bürgermeisterei Overath im Kreis Mülheim am Rhein gehörte. Für das Jahr 1830 werden für den als Voswinkel bezeichneten Ort 20 Einwohner angegeben. Der 1845 laut der Uebersicht des Regierungs-Bezirks Cöln als Hof kategorisierte Ort besaß zu dieser Zeit vier Wohngebäude mit 29 Einwohnern, alle katholischen Bekenntnisses. Die Gemeinde- und Gutbezirksstatistik der Rheinprovinz führt Vosswinkel 1871 mit vier Wohnhäusern und 31 Einwohnern auf. Im Gemeindelexikon für die Provinz Rheinland von 1888 werden für Voßwinkel vier Wohnhäuser mit 23 Einwohnern angegeben. 1895 besitzt der Ort vier Wohnhäuser mit 23 Einwohnern, 1905 werden vier Wohnhäuser und 21 Einwohner angegeben.